# Ялкын
Ялкын — деревня в Алексеевском районе Татарстана. Административный центр Ялкынского сельского поселения.

## География
Находится в западной части Татарстана на расстоянии приблизительно 27 км по прямой на юго-юго-запад от районного центра Алексеевское на речке Актай.

## История
Основана в 1929 году.

## Население
Постоянных жителей было: в 1926 — 51, в 1938 — 84, в 1949 — 195, в 1958 — 132, в 1970 — 242, в 1979 — 378, в 1989 — 334, в 2002 — 311 (русские 69 %), 287 — в 2010.